# Augusta Hesensko-Homburská
Augusta Hesensko-Homburská (Augusta Frederika; 28. listopadu 1776, Bad Homburg vor der Höhe – 1. dubna 1871, Ludwigslust) byla členkou rodu Hesenských a hesensko-homburskou lankraběnkou. Sňatkem se stala členkou dynastie Meklenburských a meklenbursko-zvěřínskou dědičnou velkovévodkyní.

## Život

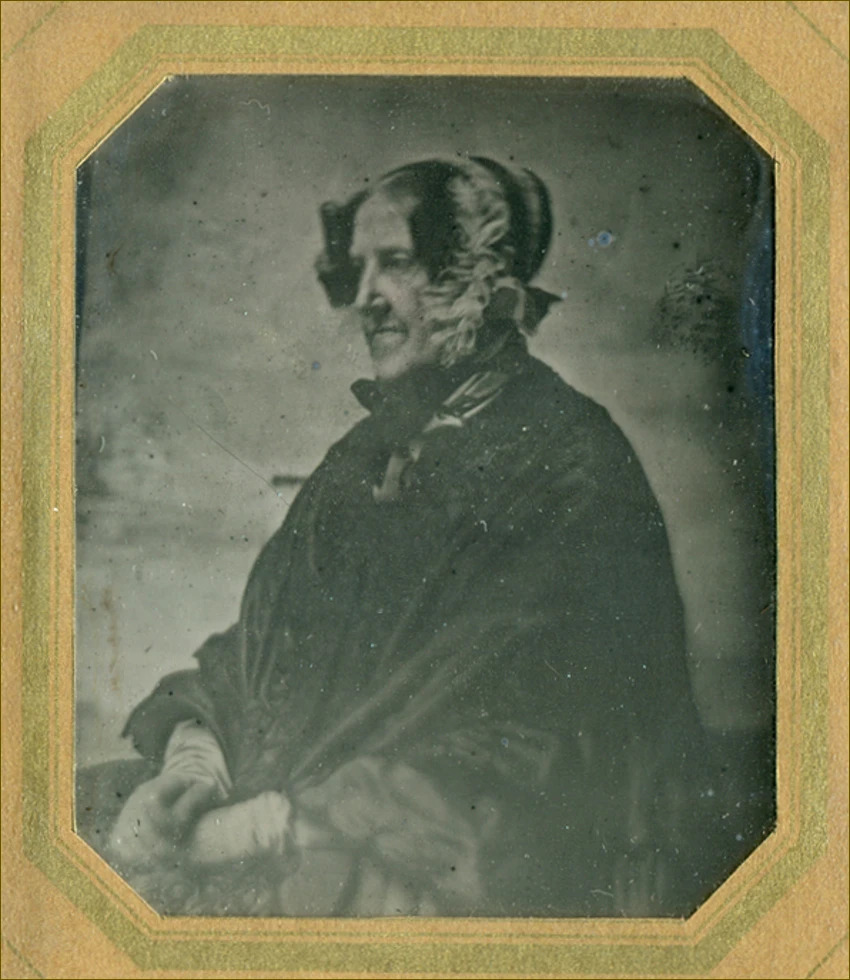
Fotografie Augusty z roku 1850

Augusta se narodila jako šesté dítě a čtvrtá dcera hesensko-homburského lankraběte Fridricha V. a jeho manželky Karolíny, nejstarší dcery lankraběte Ludvíka IX. Hesensko-Darmstadtského.
Protože se všechny její starší sestry provdaly velmi brzy, v roce 1793 se Augusta stala primární pečovatelkou svého nemocného otce.
3. dubna 1818 se jako jednačtyřicetiletá v Homburgu provdala za o dva roky mladšího dvojnásobného vdovce a otce čtyř dětí, Fridricha Ludvíka, dědičného meklenbursko-zvěřínského velkovévodu. Sňatek navrhla zesnulá druhá manželka dědičného velkovévody, princezna Karolína Luisa Sasko-Výmarsko-Eisenašská (Augustina sestřenice), na smrtelné posteli.
Manželství zůstalo bezdětné a trvalo pouhých osmnáct měsíců do smrti Fridricha Ludvíka 29. listopadu 1819. Augusta byla oddanou nevlastní matkou manželových dětí, převzala zodpovědnost za jejich výchovu a vzdělání. Zvláště blízký vztah měla s nevlastní dcerou Helenou, nejstarším dítětem a jedinou dcerou sestřenice Karolíny Luisy.
Augusta, která se nikdy znovu nevdala, zůstala po zbytek života v Meklenbursko-Zvěřínsku a zemřela v Ludwigslustu 1. dubna 1871 ve věku 94 let, přežila všechny své nevlastní děti i sourozence. Pohřbena byla v mauzoleu Jeleny Palovny vedle svého manžela a jeho předchozích chotí.